# John Brunner (1er baronnet)
John Tomlinson Brunner, 1er baronnet, (8 février 1842 - 1er juillet 1919) est un industriel britannique de la chimie et homme politique du Parti libéral. Il est directeur général des usines d'alcali de Hutchinson à Widnes. Il y rencontre Ludwig Mond, avec qui il s'associe plus tard pour créer la société chimique Brunner Mond & Co., fabriquant initialement des alcalis par le procédé Solvay. En tant que député il représente Northwich, Cheshire, en 1885-1886, puis de 1887 à 1910. Il est un employeur paternaliste et, en tant qu'homme politique, soutient l'Irish Home Rule, les syndicats, le libre-échange, les réformes de l'aide sociale et, jusqu'à la Première Guerre mondiale, une position plus conciliante envers l'Allemagne. Brunner est un franc-maçon éminent et un généreux bienfaiteur des villes de sa circonscription et de l'Université de Liverpool. Il est l'arrière-grand-père de la duchesse de Kent.

## Jeunesse et carrière
John Tomlinson Brunner est né à Everton, Liverpool, le quatrième enfant et deuxième fils de John Brunner (né le 20 juin 1800), un unitarien et maître d'école suisse, et de Margaret Catherine Curphey (décédée le 8 septembre 1847), originaire de l'île de Man, fille de Thomas Curphey et épouse Margaret Leece. Son père établit une école à Netherfield Road, Everton, connue sous le nom de St George's House, pour enseigner aux enfants selon la pédagogie de Pestalozzi. La mère de Brunner meurt en 1847, alors qu'il a cinq ans ; son père épouse Nancy Inman en 1851. Elle a un sens aigu des affaires et Brunner lui reconnait le mérite de lui avoir enseigné des compétences pratiques. Brunner fait ses études à l'école de son père puis, à l'âge de 15 ans, il décide de commencer une carrière dans le commerce. Il passe quatre ans dans une maison d'expédition à Liverpool, mais ne trouve cela ni excitant ni lucratif, et décide donc de changer de carrière . En 1861, Brunner occupe un poste de secrétaire à l'usine d'alcali Hutchinson à Widnes, où son frère aîné Henry travaille déjà comme directeur technique. Là, il accède au poste de directeur général. Peu de temps après avoir commencé à travailler chez Hutchinson, Brunner rencontre le chimiste d'origine allemande Ludwig Mond.

## Brunner Mond et compagnie
En 1873, Brunner s'associe avec Mond et, ensemble, ils fondent Brunner Mond & Company. Leur capital initial est inférieur à 20 000 £ (1.8 million d'euros en 2025),  pour l'essentiel emprunté. En avril 1872, Mond se rend en Belgique pour rencontrer Ernest Solvay afin de négocier les conditions de fabrication de l'alcali selon le procédé développé par Solvay. Le procédé Solvay produit du carbonate de sodium moins cher que le procédé Leblanc, à partir de matières premières plus faciles à obtenir, et produit moins de déchets. Mond conclut un gentlemen's agreement avec Solvay pour répartir les marchés mondiaux, la société de Mond ayant des droits exclusifs sur les États-Unis et les îles britanniques .
Brunner et Mond décident de construire leur usine à Winnington, près de Northwich, Cheshire sur un terrain appartenant à Lord Stanley of Alderley. Celui-ci est situé sur la rivière Weaver, ce qui permet le transport des matières premières et des produits finis. Lord Stanley insiste pour vendre la maison Winnington Hall (en), ainsi que le terrain environnant, dans le cadre de l'accord. L'achat est réalisé en 1873, et pendant un certain temps, Mond et Brunner vivent séparément dans les ailes de la maison. Les premières années sont extrêmement difficiles, d'abord pour faire fonctionner efficacement l'usine, puis pour vendre le carbonate de sodium. Ce n'est qu'en 1878 que le succès est atteint lorsqu'ils surpassent leurs concurrents et fabriquent leurs produits à moindre coût. En 1881, le partenariat est converti en une société à responsabilité limitée avec des immobilisations inscrites à 600 000 £ (6.1 millions en 2025)  et les fondateurs deviennent directeurs généraux à vie. En 1891, Brunner devient président et conserve ce poste jusqu'en avril 1918, le 14 mois avant sa mort. Cependant, à ce moment-là, ses fonctions sont de plus en plus exercées par son fils, Roscoe.
Après un démarrage lent, Brunner Mond & Company devient l'entreprise chimique britannique la plus riche de la fin du XIXe siècle. Lors de sa fusion avec trois autres sociétés chimiques britanniques pour former Imperial Chemical Industries (ICI) en 1926, elle a une capitalisation boursière de plus de 18 millions de £ (1.05 milliards en 2025) . Le Sobriquet de Brunner, "Chemical Crésus ", lui est donné par The Times . Il est un employeur paternaliste et se donne beaucoup de mal pour améliorer la situation de ses employés. Les mesures introduites par Brunner et Mond sont des heures de travail plus courtes, une assurance maladie et accident et des congés payés .

## Politique

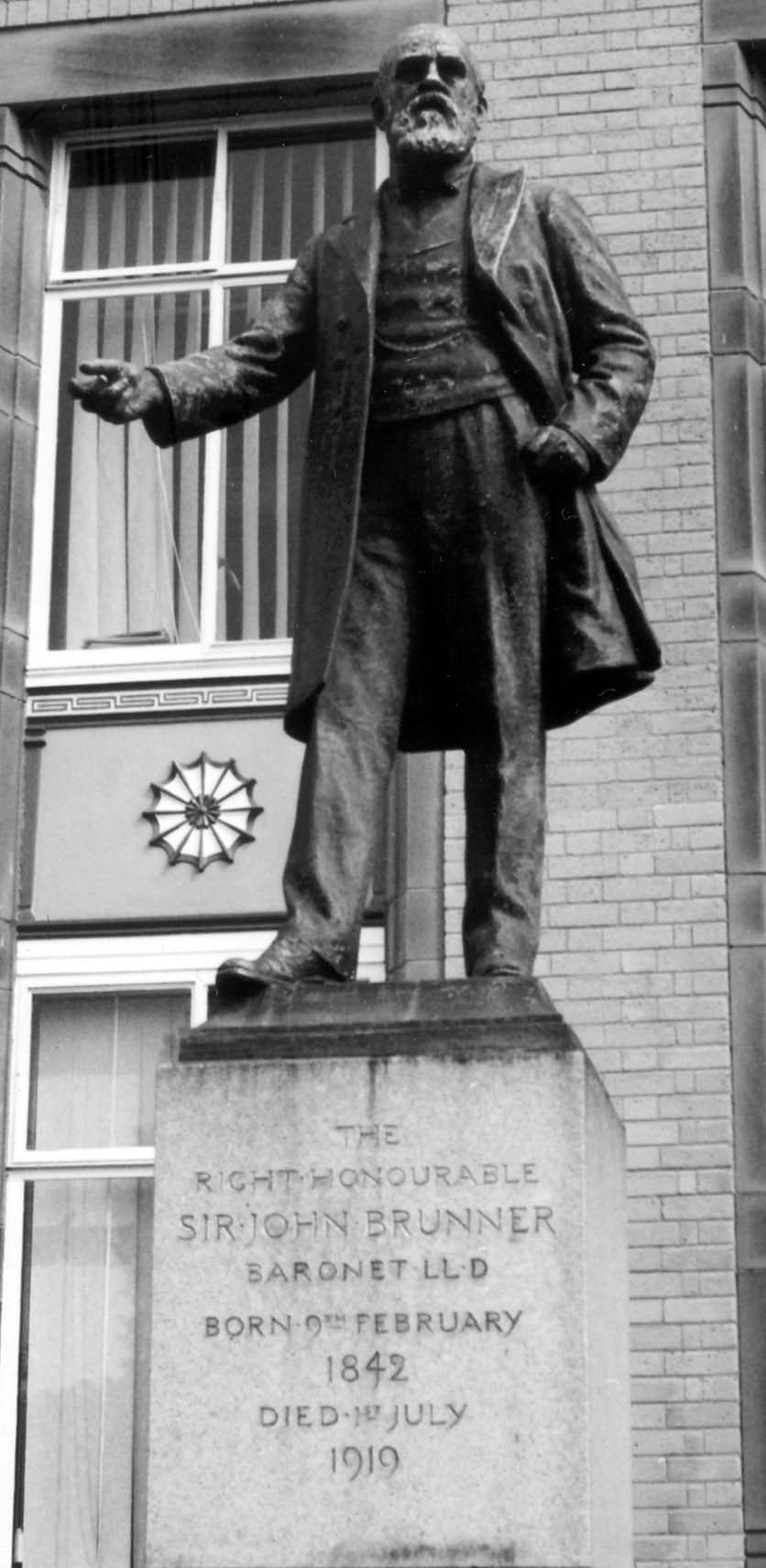
Statue de John Brunner à Winnington, Cheshire

Pendant les années où il travaille chez Hutchinson à Widnes, Brunner développe son intérêt pour la politique. Il rejoint le chapitre Widnes de la National Education League et en devient le secrétaire en 1872. Cela lui donne l'occasion d'entrer en contact avec des libéraux de Liverpool et d'autres régions du pays. Peu de temps après avoir déménagé à Northwich, Brunner s'implique davantage dans l'éducation au niveau local, en particulier avec la British School de la ville. Il siège ensuite à son conseil des gouverneurs et également à l'autorité sanitaire locale. À la suite de la Redistribution of Seats Act 1885, la circonscription parlementaire de Northwich est créée et Brunner se propose comme candidat pour le Parti libéral. Dans son discours de candidature, il exprime son soutien à la dissolution de l'Église d'Angleterre, à la réforme des lois sur la propriété, à l'Irish Home Rule et à l'indemnisation de ceux dont les propriétés ont été endommagées par le pompage de la saumure des mines de sel de la région . Pendant la campagne, il est chahuté parce qu'il a un nom à consonance étrangère. Il répond "Mon père est un Suisse, ma mère est une Mannoise, je suis né à Liverpool, ma nourrice est galloise : est-ce que ce Cheshire vous suffit ?". Aux élections générales 1er décembre 1885, Brunner bat William Henry Verdin, son rival conservateur, avec une majorité de 1 028 voix.
Le Parti libéral remporte plus de sièges que tout autre parti lors des élections, mais pas assez pour former un gouvernement majoritaire, laissant le Parti parlementaire irlandais assurer l'équilibre des pouvoirs. Il s'avère impossible de former un gouvernement stable et une autre élection générale est déclenchée en juin 1886 . Entre-temps, le Parti libéral se divise et le Parti libéral unioniste est formé. L'adversaire de Brunner aux élections de 1886 est le frère de William Henry Verdin, Robert, se présentant comme unioniste libéral. L'élection a lieu le 13 juillet 1886 et Brunner est battu par 458 voix. En novembre 1886, Brunner entreprend une tournée mondiale, accompagné de sa femme et de son fils Stephen. Son retour à Northwich le 2 juillet 1887 est accueilli avec une grande fête, car il est extrêmement populaire dans la ville, considéré comme un employeur aimable et sympathique et un généreux bienfaiteur. Moins de trois semaines après le retour de Brunner, Robert Verdin meurt et une élection partielle est déclenchée. L'adversaire de Brunner est Lord Henry Grosvenor, qui se présente en tant qu'unioniste libéral. Cette fois, lors de l'élection partielle du 13 août, Brunner l'emporte avec une majorité de 1 129 voix.
Après la catastrophe ferroviaire d'Armagh en 1889, Brunner s'oppose aux mesures visant à réglementer la sécurité sur les chemins de fer, déclarant lors d'un débat le 2 août que la sécurité devrait être laissée entre les mains de "ceux qui comprennent le mieux ces questions", c'est-à-dire les compagnies de chemin de fer. Mais le gouvernement s'empresse de faire superviser l'exploitation et la sécurité des chemins de fer par le Board of Trade.
Aux élections générales de 1892, l'adversaire de Brunner n'est pas un unioniste libéral, mais un conservateur, George Whiteley, qui est un fabricant de coton de Blackburn. Brunner est réélu avec une majorité accrue de 1 255 voix. Aux élections de 1895, il bat Thomas Ward, un autre conservateur, par 1 638 voix. Les élections générales de 1900 ont lieu pendant la guerre des Boers, à laquelle Brunner s'oppose. Il conserve son siège, mais avec une majorité réduite de 699 voix. Aux élections générales de 1906, l'adversaire de Brunner est le colonel conservateur BN North qui a combattu pendant la guerre des Boers. Brunner augmente sa majorité à 1792 voix. Il continue à être député de Northwich jusqu'aux élections générales de janvier 1910, lorsqu'il décide de ne pas se représenter, en partie pour des raisons de santé et aussi parce qu'il s'inquiète pour la santé de sa femme. Par la suite, il s'installe dans le Surrey, mais continue à jouer un rôle politique lorsqu'il est élu à la circonscription de Chertsey du conseil du comté de Surrey.
En tant que député libéral, il soutient l'Irish Home Rule, les syndicats, le libre-échange et les réformes de l'aide sociale. Avant la Première Guerre mondiale il soutient que la Grande-Bretagne devrait adopter une approche plus conciliante envers l'Allemagne, notamment sur le désarmement naval. Lorsque la guerre éclate, Brunner est résolu à croire qu'elle devait être menée et gagnée. En plus de la production d'alcali, ses usines fabriquent d'autres produits chimiques à utiliser comme explosifs. Il construit une nouvelle usine pour purifier le trinitrotoluène.

## Actions caritatives
Brunner est un généreux bienfaiteur pour la fourniture d'écoles, de guildes et de clubs sociaux. À Northwich, il fournit une bibliothèque gratuite et refonde la Grammar School de John Deane. À Runcorn, il achète une chapelle désaffectée et l'offre à la ville pour qu'elle soit utilisée par les syndicats et les associations et dans le village voisin de Weston, il achète une école désaffectée et la donne à la communauté locale pour qu'elle lui serve de salle commune. Il dote également les chaires d'économie, de chimie physique et d'égyptologie (les chaires Brunner) à l'Université de Liverpool.
À l'étranger, il offre des cadeaux au Musée national suisse de Zurich et fournit un hôpital, Spital Bülach, également en Suisse. En 1885, il devient franc-maçon et fonde en 1900 le John Brunner Lodge à Over Winsford. L'année suivante, il reçoit le grade d'ancien grand diacre d'Angleterre.
En 1899, Brunner (qui a été créé baronnet) devient président de la société du Pont transbordeur de Runcorn-Widnes. Il souscrit 25 000 £ (2.8 millions en 2025)  pour sa construction plus un prêt de 12 000 £ (1.4 million en 2025)  ainsi qu'une garantie personnelle sur un prêt bancaire de 31 000 £ (3.5 millions en 2025) . Lorsque la construction du pont est achevée en 1905, il devait être inauguré par Édouard VII, mais le roi ne peut y assister et Brunner effectue donc lui-même la cérémonie. En 1911, il devient évident que le pont fonctionnerait toujours à perte et Brunner cède son intérêt à Widnes Corporation. Le Times déclare que cette action équivalait à un "cadeau virtuel de 68 000 £" (7 millions en 2025) .

## Vie privée
Brunner croyait que son succès devait beaucoup au « courage et à l'indépendance de pensée » qu'il tirait de sa foi unitarienne et a rappelé l'influence des visites à la chapelle unitarienne de Renshaw Street avec son père lorsqu'il était enfant . Le 14 juin 1864, Brunner épouse Salomé Davies, la fille d'un marchand de Liverpool avec qui il a six enfants. Salomé meurt le 29 janvier 1874 et l'année suivante, il épouse Jane Wyman, fille d'un Médecin de Kettering et gouvernante de ses enfants. De ce mariage naissent trois filles. Le 8 septembre 1890, son fils aîné, John, a des difficultés en nageant dans le lac de Côme, en Italie. Il est secouru par son jeune frère, Sidney Herbert Brunner, qui perd la vie dans le sauvetage. Le corps de Sidney est retrouvé le 10 septembre et enterré à Bellagio, au bord du lac, le lendemain. https://www.ancestrylibraryedition.co.uk/boards/surnames.brunner/644 En 1891, les Brunner déménagent de Winnington Hall à Wavertree, une banlieue de Liverpool .
Entre autres fonctions, il est vice-président de la British Science Guild, lieutenant adjoint du comté de Lancashire (à partir de 1904) et pro-chancelier de l'université de Liverpool. En 1909, l'Université de Liverpool lui décerne le titre honorifique de docteur en droit. En 1895, il est nommé baronnet de la croix des druides dans le comté de Lancashire et en 1906, il devient membre du conseil privé, mais il décline les offres d' une pairie. Il meurt en 1919 à son domicile de Chertsey, Surrey. Sa succession s'élevait à plus de 906 000 £ (42 millions en 2025) .
Le titre de baronnet passe à son fils aîné, John Brunner (2e baronnet). Ses descendants sont, par l'intermédiaire de la fille de son fils aîné (Joyce Worsley, Lady Worsley, née Brunner), Katharine, duchesse de Kent (née en 1933), mariée depuis 1961 à un petit-fils du roi George V, et Shelagh Brunner (1902-1983), fille de son plus jeune fils (Harold Roscoe Brunner), qui épouse morganatiquement le prince Ferdinand de Liechtenstein (1901-1981) en 1925, membre de la dynastie encore régnante de cette principauté .